# Andreas Fakudze
Andreas Fakudze (zm. przed 2013) – suazyjski polityk i wojskowy, tymczasowy premier Suazi między 25 października a 4 listopada 1993.
Był generałem sił obrony. W 1993 król Mswati III wyznaczył go na tymczasowego premiera od momentu rezygnacji Obeda Dlaminiego po wyborach parlamentarnych, a przed zaprzysiężeniem nowego gabinetu Jamesona Mbiliniego Dlaminiego. Utrzymał wówczas władzę nad wszystkimi 16 ministerstwami. W 2010 roku ukończył studia teologiczne. Był wykładowcą na instytucie Cornerstone.